# Quique Bordas
Quique Bordas Cotes (La Roca del Vallés, Barcelona; 10 de octubre de 2002), también conocido como Enric Bordas, es un piloto de automovilismo español que en 2023 se proclamó campeón del TCR Spain, en su primera temporada en contacto con los TCR.

## Trayectoria

### Karting
Quique empezó con el karting desde muy pequeño cuando sus padres le regalaron un Kart a los 3 años. Gracias a su equipo conoció la Serie Rotax, donde empezó a competir en el año 2012 y donde se proclamó campeón al año siguiente de la categoría Alevín. En las series Rotax estuvo presente cuatro años más, siendo campeón Cadete en 2015 (además de tercero en el Campeonato de España), tercero junior en 2016 y campeón senior en 2017 a pesar de ser debutante en esa categoría. En 2018 fue subcampeón del Campeonato de España en la categoría Senior empatado a puntos con el campeón Oscar Palomo, y en 2019 fue cuarto en KZ2.

### Fórmula 4 y GT

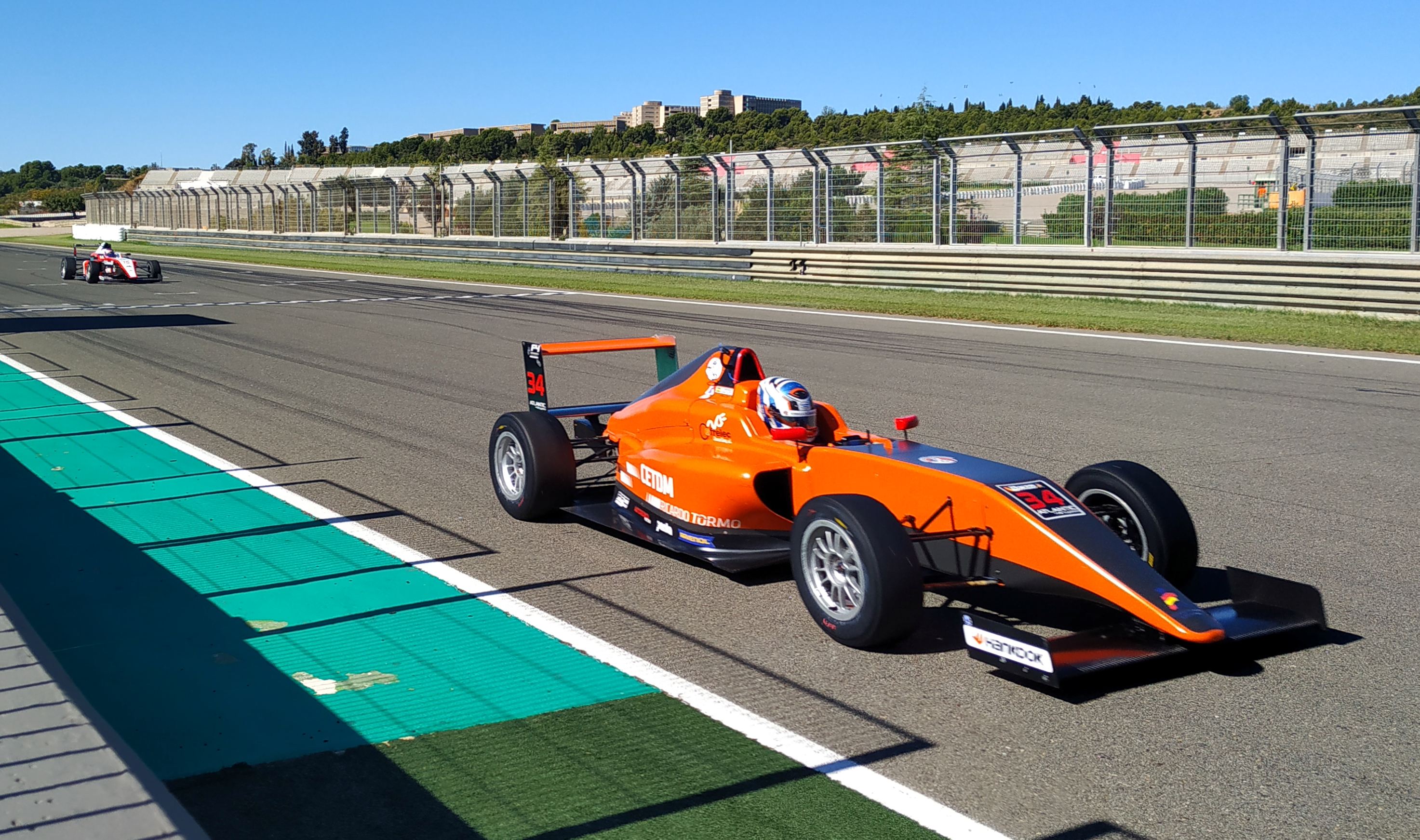
Bordas en la F4 Spain 2020

Ese 2019 fue seleccionado por el programa del Centro de Tecnificación del Circuit Ricardo Tormo lo que le permitió disputar la Temporada 2020 del Campeonato de España de F4 becado en la escudería Fórmula de Campeones junto al valenciano Carles Martínez. Bordas fue constante durante toda la temporada, terminando las carreras regularmente en los puntos y logrando su primer podio en la tercera carrera de Motorland Aragón para finalizar octavo del campeonato con 82 puntos.
Para 2021 es reelegido por el programa y a pesar de comenzar la primera ronda con un sabor agridulce, logra ser el mejor piloto del campeonato en la segunda disputada en el Circuito de Navarra, donde consigue dos de las tres victorias, y salir desde la pole y lograr la vuelta rápida en la tercera carrera. En las siguientes rondas se mostró regular de nuevo en las posiciones de puntos, logrando un gran penúltimo fin de semana en el Circuito de Jerez con dos podios y una cuarta plaza, antes de terminar el campeonato con mal sabor de boca tras no puntuar en ninguna de las tres carreras del Circuito de Barcelona-Cataluña. Con todo ello logró completar una gran temporada, siendo cuarto justo por detrás de un gran Pepe Martí, y por delante de su compañero Dani Maciá.
En 2022 participa en la Iberian Supercars Endurance portuguesa, donde con un Porsche Cayman GT4 disputa tres de las cuatro rondas de la temporada. Dado el escaso número de participantes en su categoría (unos 4 coches por ronda), finaliza cuarto el campeonato con 3 podios.

### Turismos

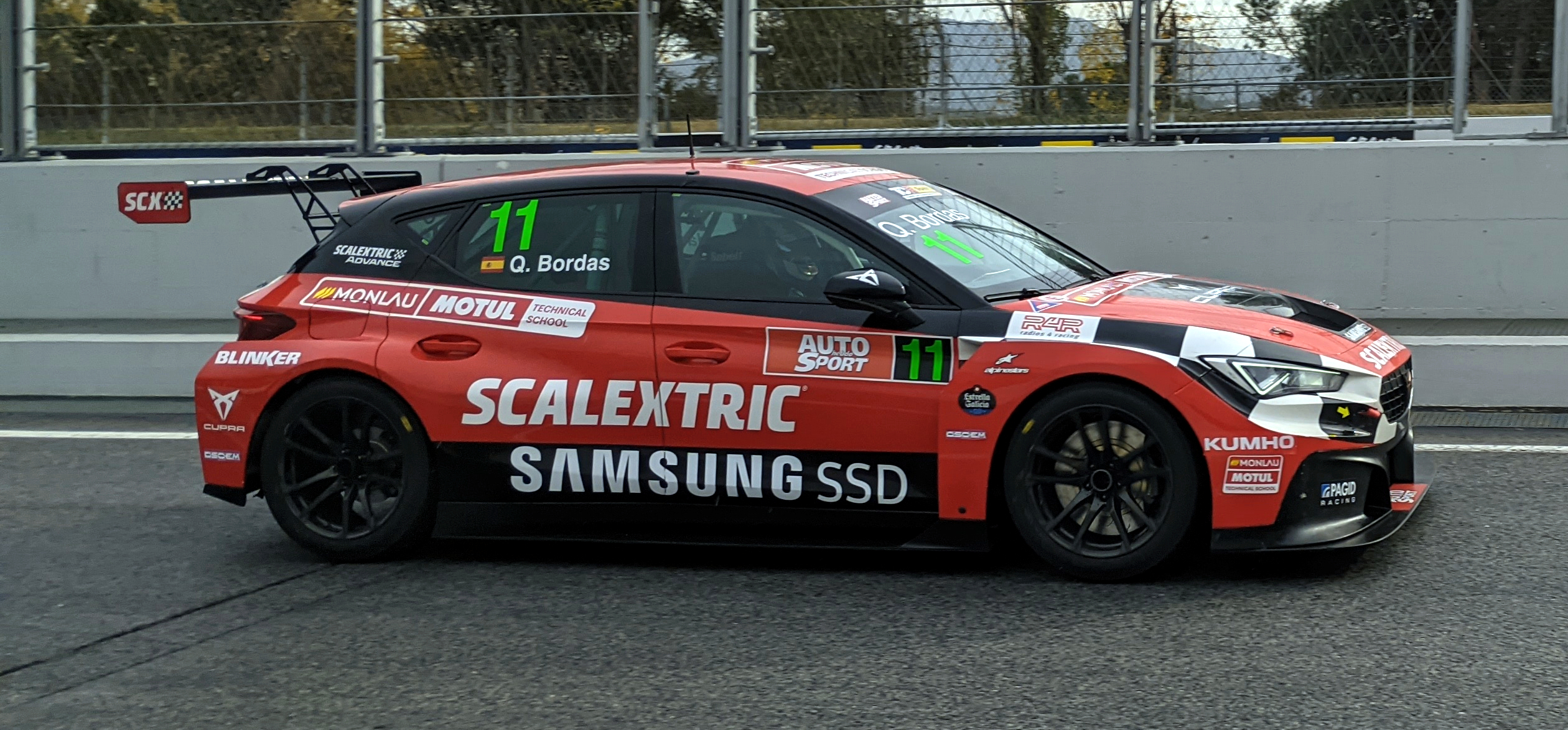
Bordas con Monlau en el TCR Spain 2023

En 2023 la escudería Monlau le llama para participar en el renovado TCR Spain, a pesar de no contar con experiencia previa en los turismos de competición, Bordas sorprende no solo al lograr la pole, la vuelta rápida y la victoria en la primera carrera de la temporada, sino al mantenerse entre los más rápidos el resto de la temporada, logrando terminar en el podio en las siguientes cinco carreras. Esta regularidad le permitió proclamarse campeón nacional en la penúltima carrera, logrando esta vez sí pasarlo en grande en el circuito de su casa. Los resultados de Bordas le valieron también para llevarse el trofeo junior y ayudar a Monlau a conseguir el trofeo de concursantes españoles. En 2024 y sin conseguir presupuesto para seguir compitiendo sólo disputa la primera ronda del TCR South America como premio por su título de 2023, y la primera ronda del TCR Spain donde consigue la victoria en la primera carrera.

## Resumen de trayectoria
| Temporada | Categoría                         | Equipo                        | Carreras | Victorias | Poles | VR | Podios | Puntos | Pos. |
| --------- | --------------------------------- | ----------------------------- | -------- | --------- | ----- | -- | ------ | ------ | ---- |
| 2020      | Campeonato de España de F4        | Fórmula de Campeones Praga F4 | 21       | 0         | 0     | 0  | 1      | 82     | 8.º  |
| 2021      | Campeonato de España de F4        | Fórmula de Campeones          | 21       | 2         | 2     | 1  | 4      | 152    | 4.º  |
| 2022      | Ib. Supercars Endurance - GT4 Pro | Garagem João Gomes            | 6        | 0         | 0     | 0  | 3      | 134    | 4.º  |
| 2023      | TCR Spain                         | Monlau Motorsport             | 8        | 2         | 2     | 3  | 6      | 256    | 1.º  |
| 2024      | TCR Spain                         | RC2 Racing Team               | 2        | 1         | 1     | 1  | 1      | 74     | 10.º |
| 2024      | TCR South America                 | Paladini Racing               | 1        | 0         | 0     | 0  | 0      | 11     | ?    |
| Fuentes:  |                                   |                               |          |           |       |    |        |        |      |

## Resultados

### TCR Spain
| Temporada | Escudería         | Rondas | Rondas | Rondas | Rondas | Rondas | Rondas | Rondas | Rondas | Pos. | Pts. |
| --------- | ----------------- | ------ | ------ | ------ | ------ | ------ | ------ | ------ | ------ | ---- | ---- |
| 2023      | Monlau Motorsport | NAV    | NAV    | EST    | EST    | JER    | JER    | CAT    | CAT    | 1.º  | 256  |
| 2023      | Monlau Motorsport | 1      | 3      | 3      | 3      | 1      | 3      | 4      | 7      | 1.º  | 256  |
| 2024      | RC2-GOAT Racing   | JAR    | JAR    | EST    | EST    | CRT    | CRT    | CAT    | CAT    | 10.º | 74   |
| 2024      | RC2-GOAT Racing   | 1      | 5      |        |        |        |        |        |        | 10.º | 74   |

### TCR South America
| Año  | Equipo          | Auto                   | 1     | 2   | 3   | 4   | 5   | 6      | 7      | 8   | 9   | 10  | 11  | 12  | 13  | 14  | 15  | 16  | 17  | 18  | 19  | Res. | Puntos |
| ---- | --------------- | ---------------------- | ----- | --- | --- | --- | --- | ------ | ------ | --- | --- | --- | --- | --- | --- | --- | --- | --- | --- | --- | --- | ---- | ------ |
| 2024 |                 |                        | INT I | CAS | CAS | VEL | VEL | INT II | INT II | EPI | EPI | MER | MER | TBD | TBD | BUE | BUE | TRH | TRH | ROS | ROS | °    |        |
| 2024 | Paladini Racing | Toyota Corolla GRS TCR | 9†    |     |     |     |     |        |        |     |     |     |     |     |     |     |     |     |     |     |     | °    |        |

### TCR Brasil
| Año  | Equipo          | Auto                   | 1     | 2   | 3   | 4   | 5   | 6   | 7   | 8      | 9      | 10  | 11  | Pos. | Pts. |
| ---- | --------------- | ---------------------- | ----- | --- | --- | --- | --- | --- | --- | ------ | ------ | --- | --- | ---- | ---- |
| 2024 |                 |                        | INT I | CAS | CAS | CAS | CAS | VEL | VEL | INT II | INT II | BUE | BUE | °    |      |
| 2024 | Paladini Racing | Toyota Corolla GRS TCR | 8†    |     |     |     |     |     |     |        |        |     |     | °    |      |